# 张堰镇
张堰镇，位于上海市西南部，是金山区中部重镇。在历史上曾被誉为“浦南首镇”。西、北与吕巷镇接壤，东与金山工业区和山阳镇为邻，南与金山卫镇毗邻。镇域面积35.15平方公里。户籍人口2.90万人（2008年）。2006年被命名为国家卫生镇和中国经济文化名镇。2008年被评为全国百佳历史文化名镇。

## 行政区划
张堰镇下辖以下居委会及村委会：东风居委会、解放居委会、富民居委会、留溪居委会、旧港村村委会、桑园村村委会、甪里村村委会、鲁堰村村委会、百家村村委会、秦望村村委会、秦山村村委会、秦阳村村委会、建农村村委会。

## 交通

### 公路
A6公路在张堰镇域西部穿过。漕廊公路、松卫南路、松金公路、金石北路等干线公路构成了张堰的对外交通网络。

### 公交

#### 镇域公交
- 2007年11月30日，张堰1路通车。线路途经6个村，沿途设置了卫生院、张堰中心小学、漕廊公路、桑园村、旧港村、六里大桥、建农村等13个站点。
- 2008年12月30日，张堰2路通车。线路途经3个村，沿途设置了秦阳村西、秦山村委会、张堰卫生院、张堰中心小学、留溪佳园、原高桥村等21个站点。

#### 联外公交
- 始发线路：南张线（张堰—奉贤南桥）
- 途经线路：莲卫专线，虹桥枢纽7路，松卫线，朱石专线，金石线，金张卫支线，卫嘉线，塘卫线